# Tony Revolori
Tony Revolori, egentligen Anthony Jamēs Quiñonez, född 28 april 1996 i Anaheim, är en amerikansk skådespelare. Han är mest känd för sin roll som Zero Moustafa i filmen The Grand Budapest Hotel.

## Filmografi (i urval)

### Film
| År   | Titel                     | Roll                    | Anmärkning |
| ---- | ------------------------- | ----------------------- | ---------- |
| 2004 | Nebraska                  | Younger Boy             | Kortfilm   |
| 2008 | Smother                   | Waylon                  | Kortfilm   |
| 2008 | Ernesto                   | Teenage Hilario         |            |
| 2009 | The Perfect Game          | Fidel Ruiz              |            |
| 2009 | Spout                     | Twin Shaun              | Kortfilm   |
| 2013 | Fitz and Slade            | Kid #2                  |            |
| 2014 | The Grand Budapest Hotel  | Zero Moustafa           |            |
| 2014 | Special Delivery          | Ramiro                  | Kortfilm   |
| 2015 | Umrika                    | Lalu                    |            |
| 2015 | Dope                      | Jib                     |            |
| 2016 | The 5th Wave              | Dumbo                   |            |
| 2016 | Low Riders                | Chuy                    |            |
| 2017 | Table 19                  | Renzo Eckberg           |            |
| 2017 | Spider-Man: Homecoming    | Eugene "Flash" Thompson |            |
| 2019 | Spider-Man: Far From Home | Eugene "Flash" Thompson |            |
| 2021 | The French Dispatch       |                         |            |
| 2021 | Spider-Man: No Way Home   | Eugene "Flash" Thompson |            |
| 2023 | Scream VI                 | Jason Carvey            |            |
| 2023 | Asteroid City             |                         |            |

### TV
| År   | Titel           | Roll    | Anmärkning                         |
| ---- | --------------- | ------- | ---------------------------------- |
| 2006 | The Unit        | Boy     | Avsnittet: "True Believers"        |
| 2007 | Entourage       | Son     | Avsnittet: "Welcome to the Jungle" |
| 2009 | My Name Is Earl | Hunhau  | Avsnittet: "My Name is Alias"      |
| 2010 | Sons of Tucson  | Paco    | Avsnittet: "Family Album"          |
| 2013 | Shameless       | Sanchez | Avsnittet: "The American Dream"    |